# Día Internacional de la Luz
El Día Internacional de la Luz es una conmemoración que se celebra anualmente el 16 de mayo desde 2018, establecida por la UNESCO en 2017.

## Proclamación
El Día Internacional de la Luz como fenómeno electromagnético se proclamó el 30 de agosto de 2017 para conmemorar la importancia fundamental de la luz en nuestras vidas y su papel esencial en diferentes campos como la ciencia, la cultura, la educación y el desarrollo sostenible. Este día establecido por la Unesco sirve  para destacar cómo la luz ha sido fundamental en avances significativos como fuentes de energía alternativas, avances médicos y la revolución de las comunicaciones y la internet, basados en investigaciones que se remontan desde la obra de Ibn Al-Haytham en 1015 hasta las contribuciones de Einstein en el siglo XX.

## Celebración
Se celebra anualmente el 16 de mayo, coincidiendo con el aniversario de la primera operación exitosa del láser en 1960 por el físico e ingeniero Theodore Maiman. Esta fecha se eligió para resaltar la conexión histórica entre los avances tecnológicos en la manipulación de la luz y sus aplicaciones contemporáneas en múltiples campos. La primera celebración tuvo lugar en París en 2018, para fortalecer la cooperación científica y aprovechar el potencial de la luz para fomentar la paz y el desarrollo sostenible, en línea con los objetivos de la UNESCO.

## Eventos asociados
- 2018: Ceremonia de Inauguración[5]
- 2019: Extracto, ...la luz una parte esencial de la vida diaria de nuestras sociedades...[6]
- 2020: Extracto, ...la ciencia y tecnología de la luz pueden ayudar a alcanzar los Objetivos de Desarrollo Sostenible de las Naciones Unidas[7]
- 2021: Registro de todo los eventos y sus temas o nombres de evento registrados en este año[8]
- 2022: Registro de todo los eventos y sus temas o nombres de evento registrados en este año[9]
- 2023: Registro de todo los eventos y sus temas o nombres de evento registrados en este año[10]